# Christopher Soames
Pour les articles homonymes, voir Soames.
Arthur Christopher John Soames, baron Soames, né le 12 octobre 1920 à Penn et mort le 16 septembre 1987 à Odiham, est un homme politique et diplomate britannique.

## Biographie
Christopher Soames naît à Penn, dans le Buckinghamshire, benjamin d'une fratrie de trois enfants et unique fils du capitaine Arthur Granville Soames (frère d'Olave Baden-Powell) et de son épouse Hope Mary Woodbyne, remariée à Charles Rhys, 8e baron Dyvenor. Il est élève à Eton puis à l'Académie royale militaire de Sandhurst. Durant la Seconde Guerre mondiale, il combat au Proche-Orient, en Italie et en France, et reçoit la croix de guerre en 1942. Il est nommé attaché militaire à l'ambassade du Royaume-Uni à Paris en 1946 et se marie le 11 février 1947 avec Mary Churchill, fille de Winston Churchill et Clementine Churchill, à l'église St. Margaret's, à Londres.
Il est élu député de Bedford en 1950 et sert comme secrétaire privé pour les affaires parlementaires de Churchill de 1952 à 1955, puis secrétaire d'État à la Guerre (1958-1960) et ministre de l'agriculture (1960-1964). Il n'est pas réélu député en 1966, et est nommé ambassadeur en France en 1968, alors que le président Charles de Gaulle manifeste son opposition à l'adhésion du Royaume-Uni à la CEE. Son action à cette fonction est associée à l'« affaire Soames ». Après l'entrée du Royaume-Uni dans la CEE, il est commissaire européen de 1973 à 1977, et devient le premier Britannique à la fonction de vice-président de la commission.
Il est élevé à la pairie non héréditaire en 1978 avec le titre de baron Soames. Il est nommé gouverneur de la Rhodésie du Sud en 1979, afin de préparer les élections permettant à la colonie britannique d'accéder à l'indépendance sous le nom de Zimbabwe l'année suivante. À son retour en Angleterre, il se sent en désaccord avec la politique économique de Margaret Thatcher et est renvoyé en 1981 du gouvernement. Il se retire des affaires politiques et s'investit dans des affaires économiques et financières.
Christopher et Mary Soames ont cinq enfants, notamment Nicholas Soames député et ministre, la journaliste Emma Soames et l'homme d'affaires Rupert Soames. Il meurt le 16 septembre 1987 à Odiham, dans le Hampshire et il est inhumé dans le cimetière paroissial de l'église Saint-Martin de Bladon, dans le carré des Churchill.

## Hommages et distinctions
- 1955 : commandeur de l'ordre de l'Empire britannique
- 1972 : Ordre de Saint-Michel et Saint-Georges et Ordre royal de Victoria
- Grand-officier de la Légion d'honneur
- 1976 : prix Robert Schuman[3]
- Docteur honoris causa de l'Université de St Andrews (1974) et d'Oxford (1981)
- 1980 : Ordre des compagnons d'honneur